# Praskov'ja Ivanovna Romanova
Praskov'ja Ivanovna Romanova (in russo Прасковья Ивановна Романова?; Mosca, 24 settembre 1694 – San Pietroburgo, 8 ottobre 1731) fu la quinta e ultima figlia dello Zar Ivan V di Russia e di sua moglie, la Zarina Praskov'ja Fëdorovna Saltykova; in quanto tale fu Zarevna di Russia per tutta la vita.

## Biografia

### Nascita ed educazione
La Zarevna Praskov'ja Ivanovna Romanova nacque il 24 settembre 1694 a Mosca, nello Zarato di Russia. Fu la quinta figlia dello Zar Ivan V di Russia e di sua moglie, la Zarina consorte Praskov'ja Fëdorovna Saltykova. Ebbe quattro sorelle maggiori: Marija (1689–1692), Feodosija (1690–1691), Caterina (1691–1733) e Anna (1693–1740).
Il padre di Praskov'ja Ivanovna morì nel 1696 e lei crebbe con le sue sorelle Caterina e Anna presso la Tenuta Izmaylovo a Mosca, conferita a sua madre dallo Zar Pietro I di Russia.
Praskov'ja venne istruita in letteratura e scienze da insegnanti tedeschi. La Zarevna venne descritta dall'ambasciatore spagnolo rispetto alle sue sorelle come "priva di intelligenza", oltre ad essere "molto malaticcia". Il funzionario di corte, Bergholtz, la descrisse nel suo diario come una "bella bruna", e una nobildonna di corte notò che, nonostante la sua cattiva salute, "era piuttosto bella". Venne inoltre descritta da James FitzJames, II duca di Berwick come: "con la stessa inclinazione per gli uomini che aveva la sorella".

### Matrimonio e vita coniugale

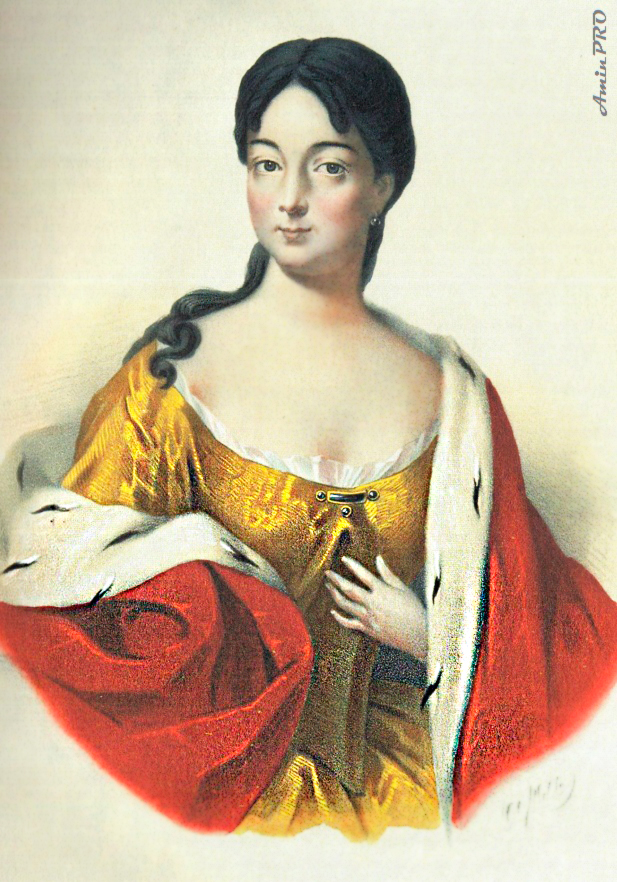
La Zarevna Praskov'ja Ivanovna Romanova di Russia in un ritratto anonimo.

In contrasto con quello delle sue sorelle, Pietro il Grande non organizzò un matrimonio dinastico con principi tedeschi per lei. Con il consenso di sua madre, si sposò con un nobile appartenente alla famiglia dei Rjurikidi, il principe generale Ivan Dmitriev-Mamonov (1680–1730). Ebbero un figlio nel 1724, che morì però intorno al 1730. Il matrimonio della Zarevna fu un evento non politico e sia la sua vita coniugale che il parto del suo bambino avvennero in forma privata e informale.
Secondo Polovtsev, Praskov'ja fu sempre abituata "a seguire le volontà di sua madre che non riuscì a vivere uno stile di vita che non fosse quello all'interno della struttura familiare" e "faticò ad adattarsi ad una vita indipendente dopo la morte di sua madre". Quando sua madre morì nel		1723, la timidezza e l'indecisione di Praskov'ja vennero dimostrate dalla sua difficoltà nel gestire la proprietà della madre defunta, iniziando a distribuire tangenti a persone influenti a corte. In seguito entrò a far parte della famiglia della Zarina Caterina I.
Durante il regno dello Zar Pietro II di Russia, Praskov'ja Ivanovna stabilì una propria corte e, secondo quanto riferito, visse in modo stravagante con la generosa indennità assegnatale dal tesoro imperiale, che nel 1728 ammontò a circa 12.000 rubli. Nel 1728, le fu anche assegnata una propria residenza nella città di Mosca.
Nel 1730 sua sorella Anna Ivanovna succedette al trono come imperatrice sovrana con il nome di Anna I di Russia, dopo che le pretese della sorella maggiore furono rifiutate; la pretesa di Praskov'ja, essendo la sorella minore, venne subito dopo quella di sua sorella maggiore Anna. La successione di sua sorella comportò un aumento dell'indennità per la Zarevna.

### Ultimi anni e morte
Nello stesso anno suo marito morì improvvisamente, mentre viaggiva in carrozza con l'imperatrice Anna I, sorella di Praskov'ja. La Zarevna sopravvisse a suo marito di un anno e mezzo, e morì l'8 ottobre 1731 all'età di 37 anni a causa di malattie a lungo termine. Venne sepolta nella Cattedrale dei Santi Pietro e Paolo a San Pietroburgo. Al momento della sua morte le sue due sorelle maggiori erano ancora in vita.

## Discendenza

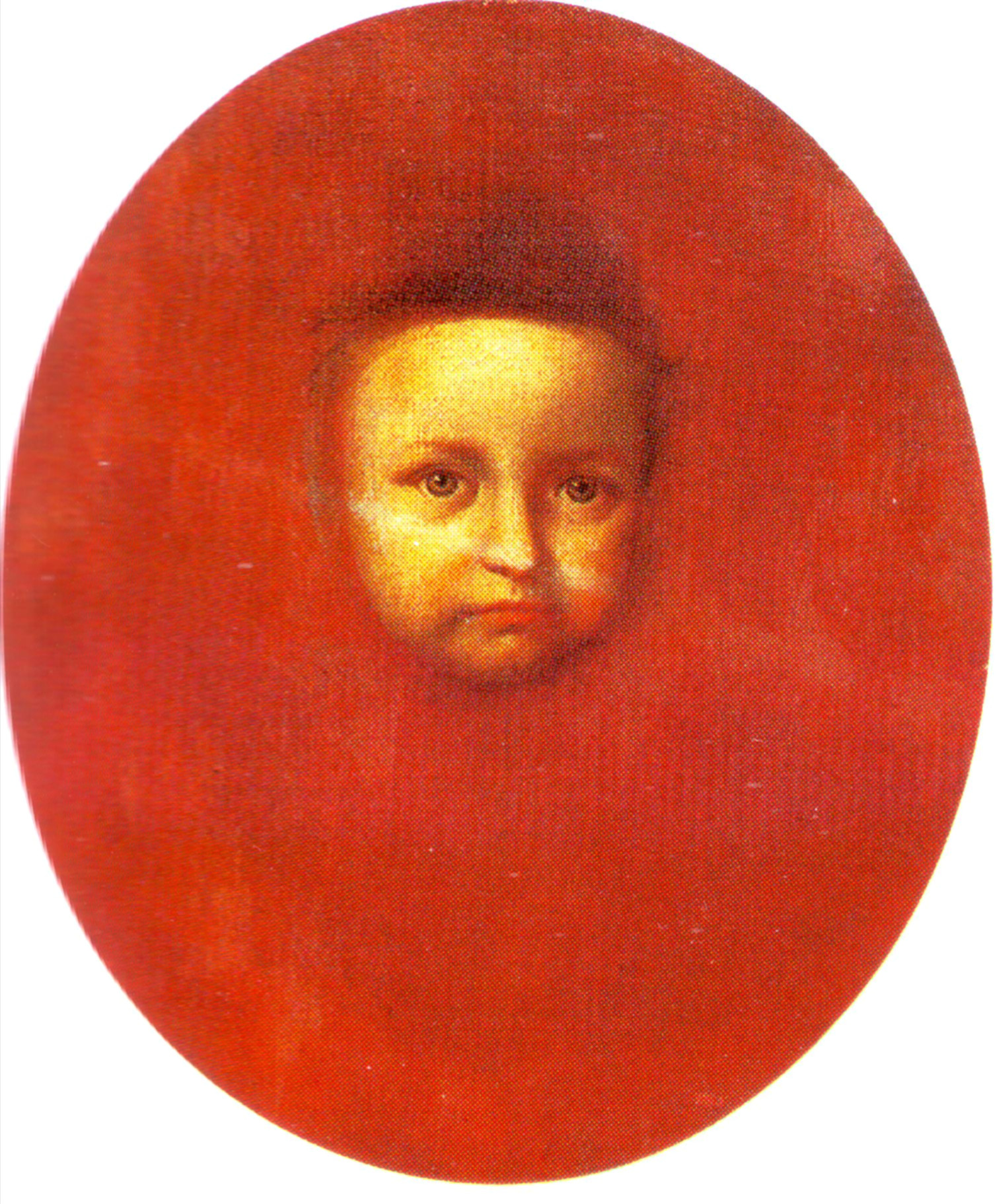
Ivan Maksimovič Nikitin, "Ritratto di bambino", olio su tela, 1730. Il bambino è spesso identificato come l'unico figlio di Praskov'ja.

Praskov'ja e suo marito ebbero un figlio:
1. Bambino (1724–1730?), morto all'età di circa sei anni.

## Ascendenza
|                                        |                           |                                | Genitori                        |  |  | Nonni |  |  | Bisnonni          |  |  | Trisnonni                   |  |
|                                        |                           |                                |                                 |  |  |       |  |  | Michele di Russia |  |  | Patriarca Filarete di Mosca |  |
|                                        |                           |                                |                                 |  |  |       |  |  | Michele di Russia |  |  | Patriarca Filarete di Mosca |  |
|                                        |                           | Ksenija Ivanovna Šestova       |                                 |  |  |       |  |  | Michele di Russia |  |  |                             |  |
| Alessio I di Russia                    |                           |                                |                                 |  |  |       |  |  | Michele di Russia |  |  |                             |  |
|                                        |                           | Evdokija Luk'janovna Strešnëva | Luk'jan Stepanovič Strešnëv     |  |  |       |  |  |                   |  |  |                             |  |
|                                        |                           | Evdokija Luk'janovna Strešnëva | Luk'jan Stepanovič Strešnëv     |  |  |       |  |  |                   |  |  |                             |  |
|                                        |                           | Evdokija Luk'janovna Strešnëva | Anna Konstantinovna Volkonskaja |  |  |       |  |  |                   |  |  |                             |  |
| Ivan V di Russia                       |                           | Evdokija Luk'janovna Strešnëva |                                 |  |  |       |  |  |                   |  |  |                             |  |
|                                        |                           | Il'ja Danilovič Miloslavskij   | Danil Miloslavskij              |  |  |       |  |  |                   |  |  |                             |  |
|                                        |                           | Il'ja Danilovič Miloslavskij   | Danil Miloslavskij              |  |  |       |  |  |                   |  |  |                             |  |
|                                        |                           | Il'ja Danilovič Miloslavskij   | …                               |  |  |       |  |  |                   |  |  |                             |  |
| Marija Il'inična Miloslavskaja         |                           | Il'ja Danilovič Miloslavskij   |                                 |  |  |       |  |  |                   |  |  |                             |  |
|                                        |                           | Ekaterina Fëdorovna Narbekova  | Fëdor Narbekov                  |  |  |       |  |  |                   |  |  |                             |  |
|                                        |                           | Ekaterina Fëdorovna Narbekova  | Fëdor Narbekov                  |  |  |       |  |  |                   |  |  |                             |  |
|                                        |                           | Ekaterina Fëdorovna Narbekova  | …                               |  |  |       |  |  |                   |  |  |                             |  |
| Praskov'ja Ivanovna Romanova di Russia |                           | Ekaterina Fëdorovna Narbekova  |                                 |  |  |       |  |  |                   |  |  |                             |  |
|                                        | Pëtr Mikhajlovič Saltykov | Michał Hlebowicz Sołtyk        |                                 |  |  |       |  |  |                   |  |  |                             |  |
|                                        | Pëtr Mikhajlovič Saltykov | Michał Hlebowicz Sołtyk        |                                 |  |  |       |  |  |                   |  |  |                             |  |
|                                        | Pëtr Mikhajlovič Saltykov | Julianna Michałowna Sołtyk     |                                 |  |  |       |  |  |                   |  |  |                             |  |
| Fëdor Petrovič Saltykov                | Pëtr Mikhajlovič Saltykov |                                |                                 |  |  |       |  |  |                   |  |  |                             |  |
|                                        |                           | …                              | …                               |  |  |       |  |  |                   |  |  |                             |  |
|                                        |                           | …                              | …                               |  |  |       |  |  |                   |  |  |                             |  |
|                                        |                           | …                              | …                               |  |  |       |  |  |                   |  |  |                             |  |
| Praskov'ja Fëdorovna Saltykova         |                           | …                              |                                 |  |  |       |  |  |                   |  |  |                             |  |
|                                        |                           | Mikhajl Tatiščev               | …                               |  |  |       |  |  |                   |  |  |                             |  |
|                                        |                           | Mikhajl Tatiščev               | …                               |  |  |       |  |  |                   |  |  |                             |  |
|                                        |                           | Mikhajl Tatiščev               | …                               |  |  |       |  |  |                   |  |  |                             |  |
| Anna Mikhajlovna Tatiščeva             |                           | Mikhajl Tatiščev               |                                 |  |  |       |  |  |                   |  |  |                             |  |
|                                        |                           | …                              | …                               |  |  |       |  |  |                   |  |  |                             |  |
|                                        |                           | …                              | …                               |  |  |       |  |  |                   |  |  |                             |  |
|                                        |                           | …                              | …                               |  |  |       |  |  |                   |  |  |                             |  |
|                                        |                           | …                              |                                 |  |  |       |  |  |                   |  |  |                             |  |

## Titoli e trattamento
- 24 settembre 1694 – 8 ottobre 1731: Sua Altezza Imperiale la Principessa Praskov'ja Ivanovna Romanova di Russia.